# C. k. Vlastenecko-hospodářská společnost v království Českém
C. k. Vlastenecko-hospodářská společnost v království Českém byl hospodářský spolek, "jehož účel byl označen uvedeným jménem" – šířil agrární osvětu mezi českou veřejnost, zejména svou publikační činností. Byl první institucí svého druhu v Čechách. Fungoval i jako zastřešující organizace vznikajících místních hospodářských spolků a stal se tak nejvyšší hospodářskou autoritou v království, jehož všichni hospodářští úředníci zde navíc skládali povinnou zkoušku. Příležitost k rozsáhlejšímu působení bylo nové racionální hospodářství, jež bralo své zásady z vědy, hledíc je všudy přizpůsobit zvláštním místním poměrům.

## Názvy
C. k. Vlastenecko-hospodářská společnost v království Českém, též C.k. vlastenecká hospodářská společnost v Království českém; Vlastenecká hospodářská společnost; Vlasteneckohospodářská společnost; C.k. vlasteneckohospodářská společnost; Císařská a královská vlastenecká hospodářská společnost pro Království české; Císařská a královská vlastenecká hospodářská společnost v Království českém; C.k. vlastenecká hospodářská společnost pro Království české; Císařská a královská vlastenecká hospodářská společnost; C.k. vlastenecko-hospodářská společnost; K.k. ökonom. patriot. Gesellschaft im Königreiche Böhmen; K.k. patriotisch-ökonomische Gesellschaft; K.k. patriotisch-ökonomische Gesellschaft im Königreiche Böhmen.

## Dějiny a struktura spolku
V roce 1767 uložila královna Marie Terezie dekretem pražskému guberniu, aby se zasadilo o založení zemědělské společnosti v Čechách. Ta svou činnost zahájila v roce 1770 pod názvem „Společnost pro orbu a svobodná umění v Království českém” (K. K. Gesellschaft zur Beförderung des Ackerbaues und der freyen Künste im Königreich Böhmen), Josefem II. později reorganizovaná a přejmenovaná na „C. k. Vlastenecko-hospodářskou společnost v království Českém” (K. K. Ökonomisch-Patriotische Gesellschaft im Königreich Böhmen). Nové stanovy společnosti ukládaly v čele významného státního úředníka, 20 řádných členů a 32 dopisujících členů..
Své členstvo vybírala společnost převážně ze tří skupin: 1. šlechtičtí velkostatkáři, pokud se zabývali teoreticky , nebo prakticky ekonomickými problémy, 2. učení národohospodáři, či 3. vrchnostenští úředníci, opět vynikající praktikové, případně teoretikové. Mimo okruh těchto činitelů pronikali pouze jednotlivci mezi členstvo dopisující.
Společnost vytvářela ze svých členů komise (komité) k řešení speciálních otázek: k rozšiřování umělého hnojiva, pro pěstování barvivových rostlin, pro vydávání hospodářského kalendáře, pro hospodářský místopis a statistiku, ze které později vzniklo Zemské statistické ústředí. (V roce 1797 vydává tajemník Společnosti František Fuss, jinak úředník úřadu podkomořího v Praze, rozsáhlou „Skizze einer ökonomisch-statistischen Landeskunde des Königreichs Böhmen“. Toto dílo je první soustavnou prací o zemědělské statistice Čech. Tvoří jej 11 tabulek, které podle krajů poskytují údaje o základech zemědělské výroby, půdě, obyvatelstvu, o výsledcích rostlinné výroby i o stavu různých druhů dobytka. Nechybí ani textové zpracování hlavních poznatků, které obsahuje i vzájemné srovnání krajů.)
Některá odvětví se oddělila do samostatných spolků: roku 1820 Pomologický spolek, Ovocnická Jednota, roku 1828 Ovčácká Jednota. V šedesátých letech se podařilo vytvořit dokonalou síť okresních hospodářských spolků, či jednot.
Nástupcem společnosti se v letech 1873–1918 stala Zemědělská rada pro Království české.

## Periodika
- Beiträge zur Verbesserung der Landwirthschaft durch alle ihre Theile[3]
- Kalendář hospodářský na rok Páně: w kterémž mimo potřebné rubryky a powětrná oznámenj ec. následugjcý gednánj se obsahugj. W Praze: W nowě wytlačený a k dostánj v Bohumila Háze synů, 1772–1873.[9]
- Hospodářské noviny: vydávány od c.k. vlastensko-hospodářské Společnosti v království Českém. Praha: B. Rohlíček, 1854–1876.[10]
- Neue Schriften der kais. königl. patriotisch-ökonomischen Gesellschaft im Königreiche Böhmen. Prag: Druck und Verlag von Gottlieb Haase Söhne, 1825–1847.
- Tafeln zur Statistik der Land- und Forstwirthschaft des Königreiches Böhmen, I. Band, 6. Heft: Das Flächenmass der Kulturarten und die Vertheilung derselben unter die Kategorien des Besitzes : nebst einem Anhange: Bevölkerung und Viehstand. Kreis Königgrätz. Prag: K.k. patriotisch-ökonomische Gesellschaft, 1865. s. [Ia].[11]

## Vynikající členové
Abecední výčet některých vynikajících členů c. k. vlastenecko-hospodářské společnosti: Lambert Heinrich von Babo, Clemens Bachofen von Echt, Jan Josef a jeho syn Jan von Bayerweck, hrabě Hans Ernst Berchem-Haimhausen, hrabě MUDr. Bedřich Berchtold z Uherčic, Jiří Jan Jindřich hrabě Buquoy, František August Brauner, hrabata Richard a Jindřich Jaroslav Clam-Martinic, Sigmund de Hideghet von Dalmata, Jan Marek baron Ehrenfels, Jan Ignác rytíř Ehrenwerth, Jan hr. Harrach, rytíř Horský z Horskýsfeldu, Josef Karel hrabě z Ditrichštejna, Dr. Phil. František Josef Gerstner, Antonín Emanuel rytíř von Komers, Jan Baptista Lambl, knížata Lobkowiczové Jiří a Ferdinand, hrabě Emanuel Michna z Vacínova, šlechticové Nádherní z Borutína, hrabě Nostitz Albert a Bedřich Jan, knížata Bedřich Kraft, Bedřich Jindřich a Karel Bedřich Kraft z Oettingen-Wallersteinu, hrabě František Josef Pachta z Rájova, Josef rytíř von Peche, Julius Příborský, Jan Evangelista rytíř Purkyně, Josef Puteani, jeho potomci Karel Josef a Karel Ferdinand, Mathias Werner von Riese-Stallburg, hrabě Karl von Rothkirch-Panthen, Josef Bernard von Scotti de Compostella, JUDr. Jan Ferdinand Schmid von Bergenholz, knížata ze Schwarzenbergu zejména Jan Adolf II., Bedřich, Karel II. a Karel III., Maximilian Speck baron von Sternburg, Karel Theodor baron Sturmfeder z Oppenweileru, hrabě František Xaver Taaffee, hrabě Josef Matyáš Thun-Hohenstein, Moric baron von Trautenberg, Anton šlechtic Wittmann von Denglaz, Albert Mießl Edler von Zeileisen, Anton Edler von Zürchauer.